# Flugelhorn
Flugelhorn, takođe spelovan flugel rog, ili flegelrog, limeni duvački je instrument koji podseća na  trubu i kornet ali ima, u većoj meri konusni otvor. Poput truba i korneta, većina flugelhorna je postavljena u B♭ (neki su u C). To je tip ventilskog roga, razvijen u Nemačkoj početkom 19. veka od tradicionalnog engleskog roga bez ventila. Prvu verziju raga sa ventilima prodao je Hajnrih Stelcel u Berlinu 1828. godine. Rog sa ventilima omogućio je Adolfu Saksu (tvorcu saksofona) inspiraciju za njegove B♭ sopran (kontralto) saksrog, po uzoru na savremeni flugelhorn.

## Etimologija
Nemačka reč Flügel  znači krilo ili bok. Početkom 18. veka, Nemačka, vođa lova vojvode poznat kao flugelmajstor, duvao je flegelhorn, veliki polukružni mesingani ili srebrni rogu bez ventila, da bi usmerio krila lova. Vojna upotreba datira iz Sedmogodišnjeg rata, gde je ovaj instrument korišten kao prethodnik vojničke trube.

## Struktura i varijante
Flugelhorn je uglavnom postavljen u B♭, kao i većina truba i korneta. On obično ima tri klipna ventila i koristi isti sistem prstiju kao i drugi limeni instrumenti, iako postoje i verzije sa četiri ventila i verzije sa ratacionim ventilom. Stoga ga mogu svirati svirači trube i korneta, iako ima različite instrumentalne karakteristike. Usnik za flugelhorn je dublje konusan od usnika za trubu ili kornet, mada nije toliko koničan kao usnik za francuski rog. Drška nastavka za usne flugelhorna slična je po veličini držaču usnika za kornet, što ih čini zamenljivim.
Neki moderni flugelhorni imaju četvrti ventil koji snižava visinu tona kao savršeni četvrti (slično četvrtom ventilu na nekim eufonijumima, tubama i pikolo trubama, ili okidaču na trombonima). Ovo dodaje korisni mali opseg koji, zajedno sa flugelhornovim tamnim zvukom, proširuje sposobnosti instrumenta. Svirači takođe mogu da koriste četvrti ventil umesto kombinacije prvog i trećeg ventila (koji je donekle oštar).
Kompaktna verzija rotacionog ventila Flugelhorna je kuhlohorn ovalnog oblika u B♭. Ona je razvijena za nemačke protestantske horove za trombonom.
Par basova flugehorna u C, zvanih fiskorni,sviraju se u katalonskim kobla bendovima, koji pružaju muziku za plesače sardane.

## Boja zvuka
Ton je deblji i obično se smatra mekšim i tamnijim od trube ili korneta. Za zvuk flugelhorna je bilo rečeno da je na pola puta između trube i francuskog roga, dok je zvuk korneta na pola puta između trube i flugelhorna. Flugelhorn je agilan poput korneta, ali ga je teže kontrolisati u visokom registru (od približno napisanog G5), gde se generalno lakše zaključava na note.

## Upotreba i performance
Flugelhorn je standardni član duvačkog orkestra u britanskom stilu, i često se koristi i u džezu. Takođe se pojavljuje povremeno u orkestarskoj i koncertnoj muzici. Poznata orkestarska dela sa flugelhornom uključuju Treni Igora Stravinskog, Devetu simfoniju Ralfa Voana Vilijamsa, i treću simfoniju Majkla Tipeta. Flugelhorn je ponekad zamenjen post-rogom u Malerovoj Trećoj simfoniji, i sopranskom rimskom bukcinom u Rimskim borovima Otorina Respigija. U trubačkom koncertu HK Grubera Basking (2007) solisti je naloženo da svira flugelhorn u sporom srednjem pokretu. Flugelhorn se istaknuto pojavljuje u mnogim aranžmanima pop pesama Berta Bakaraka iz 1960-ih. On je prikazan u solo ulozi na snimku filma "Taj srećni osećaj" Berta Kempferta iz 1962. godine. Flugelhorni su se povremeno koristili kao alt ili tihi sopran u bubnjarskim trupama.
Druga upotreba flugelhorna nalazi se u holandskom i belgijskom „Fanfareorkesten“ ili ceremonijalnim orkestrima. U ovim orkestrima flugelhorni, često između 10 i 20, imaju značajnu ulogu, čineći osnovu orkestra. Raspoređeni su u B♭, sa sporadičnim E♭ solistom. Zbog loše intonacije ove E♭ flugelhorne uglavnom zamenjuje E♭ truba ili kornet.
Film Brassed Off iz 1996. godine predstavlja ključnu tačku izvedbe Rodrigovog Koncerta za Aranhueza, Adagio, u obliku flugelhorna. Solu svira Pol Hjuz.

## Literatura
- Dudgeon, Ralph T.; Streitwieser, Franz X. (2004). The Fluegelhorn (на језику: енглески и German) (Bochinsky изд.). Bergkirchen. ISBN 3-932275-83-7.
- Sadie, Stanley; Tyrrell, John, ур. (2001). „Flugelhorn”. The New Grove Dictionary of Music and Musicians (2nd изд.). London.
- Kernfeld, Barry, ур. (2002). „Flugelhorn”. The New Grove Dictionary of Jazz (2nd изд.). London.
- Baines, Anthony (1993). Brass instruments: their history and development. Dover Publications. стр. 300. ISBN 0-486-27574-4.
- „Producing a harmonic sequence of notes with a trumpet”. hyperphysics.phy-astr.gsu.edu.
- „The Pedal Tone”. hyperphysics.phy-astr.gsu.edu.
- „Brass instrument (lip reed) acoustics: an introduction; Resonances and pedal notes.”. newt.phys.unsw.edu.au.
- Schlesinger, Kathleen (1911). „Bombardon”.  Ур.: Chisholm, Hugh.  (на језику: енглески). 4 (11 изд.). Cambridge University Press. стр. 182.
- „Brass instrument (lip reed) acoustics: an introduction”. www.phys.unsw.edu.au. Архивирано из оригинала 2014-08-14. г. Приступљено 2017-12-10.
- Christopher W. Monk, "The Older Brass Instruments: Cornet, Trombone, Trumpet", in Musical Instruments Through the Ages, revised edition, edited by Anthony Baines, London: Faber and Faber, 1966
- Yamaha Catalog YSL-350C Архивирано 2009-04-28 на сајту
- „Yamaha Catalog "Professional Trombones"”. yamaha.com. Архивирано из оригинала 2009-09-01. г. Приступљено 2009-10-25.
- The Besson Prestige euphonium
- The Early Valved Horn by John Q. Ericson, Associate Professor of horn at Arizona State University
- Flynn, Mike (20. 6. 2013). „pBone plastic trombone”. Jazzwise Magazine. Приступљено 16. 10. 2016.
- „Korg UK takes on distribution of Tromba”. Musical Instrument Professional. 2. 5. 2013. Архивирано из оригинала 5. 5. 2013. г. Приступљено 12. 7. 2013.
- J. Howard Foote catalog, 1893
- Berlioz, Hector (1948). Treatise on Instrumentation. Edwin F. Kalmus.
- Jachino, Carlo (1978). Gli strumenti d'orchestra. Milano: Edizioni Curci.
- Sparke, Michael (2010). "Stan Kenton: This Is An Orchestra". University of North Texas Press.  1-57441-284-1.
- Scooter Pirtle The Stan Kenton Mellophoniums (1993)
- Lillian Arganian, Stan Kenton: The Man and His Music (East Lansing: Artistry Press, 1989): 141.  9780962111600
- Wayne Corey, "Stan Kenton’s Mellophonium Sound Reborn", Jazz Times (18 September 2012)
- Scooter Pirtle "The Stan Kenton Mellophoniums", The Middle Horn Leader (May 1993, accessed 28 May 2015); Michael Sparke, Stan Kenton: This Is an Orchestra!, North Texas Lives of Musicians 5 (Denton: University of North Texas Press, 2010): 170–80.  978-1-57441-284-0.
- Preface to the Ernst Eulenburg edition of the work, EE6785
- Duarte, John W., (1997). Liner notes. Rodrigo: Concierto de Aranjuez, etc. CD. EMI Classics 7243 5 56175 2 1.
- Haldeman, Philip. "Rodrigo: Concierto de Aranjuez; Fantasia para un Gentilhombre". American Record Guide. March–April 1998: pp. 182–183.
- Wade, Graham (1985). Joaquín Rodrigo and the Concierto de Aranjuez. New York: Mayflower.  0-946896-15-1
- Wade, Graham: "The Truth About Rodrigo's Concierto de Aranjuez". Classical Guitar, 2015-07-15